# Gimhae
Gimhae (del coreano: 김해), oficialmente Ciudad de Gimhae (en coreano: 김해시, Gimhae-si), es una ciudad ubicada en la provincia de Gyeongsang del Sur, al sur de la república de Corea del Sur. Está ubicada al sur de Seúl a unos 290 km. Su superficie es de 463,26 km² y su población total es de 503 000 habitantes. 

## Administración
La ciudad de Gimhae se divide en un distrito, siete ciudades municipales y nueve condados.

## Clima
La temperatura media anual es de alrededor de 15 °C, y la precipitación media anual es de 1200 mm, lo cual es muy similar a la del promedio de Corea de 1274 mm.

## Deportes
El equipo de fútbol local es el Club de fútbol Ciudad de Gimhae (김해시청 축구단), fundado en 2007 y que comenzó a competir en la liga nacional coreana en la temporada de 2008. Juega en el estadio Gimhae con capacidad para 30 000 espectadores e inaugurado en 2005.

## Economía
Gimhae tiene amplios jardines de flores y cuenta con grandes granjas donde crecen flores que exporta a las zonas vecinas. El centro agrícola de Gimhae se ha utilizado para desarrollar rosas coreanas independientes llamadas Spray.

## Comunicaciones
El Aeropuerto Internacional de Gimhae está al este de Gimhae (en el distrito de Gangseo, Busan) y tiene 9,17 millones de usuarios anuales. Se ampliarán gradualmente diversas infraestructuras, especialmente para discapacitados.
La ciudad tiene dos estaciones que pertenecen a la línea Gyeongjeon, que cubre las provincias de Gyeongsang del Sur y Jeolla del Sur: son la estación Hallimjeong (한림정역) y la estación Jinyeong (진영역). El tren ligero Busan-Gimhae, que se inauguró en septiembre de 2011, conecta la ciudad con Busan a través del aeropuerto. Se conecta con la red de metro de Busan en Daejeo (대저) y en Sasang (사상). La estación más cercana a Gimhae del Tren Expreso de Corea es la estación de Gupo, en Busan.

## Famosos
- Roh Moo-Hyun expresidente.
- Song Kang-ho actor de cine.
- Lee Jung Soo futbolista.

## Ciudades hermanas
- Ayodhya, India[5]
- Wuxi, China
- Munakata, Japón
- Salem, Estados Unidos
- Puebla de Zaragoza, México